# ماتيوس أليكساندر
ماتيوس أليكساندر (بالبرتغالية: Matheus Alexandre Anastácio de Souza‏) هو لاعب كرة قدم برازيلي في مركز ظهير، ولد في 7 أبريل 1999 في ماريليا في البرازيل. لعب مع نادي كوريتيبا.

## وصلات خارجية
- ماتيوس أليكساندر على موقع قاعدة بيانات كرة القدم.إي يو (الإنجليزية)
- ماتيوس أليكساندر على موقع Soccerway.com (الإنجليزية)